# Get Away (pel·lícula de 2024)
Get Away és una pel·lícula de comèdia de terror britànica del 2024 dirigida per Steffen Haars i escrita per Nick Frost, que protagonitzen Aisling Bea, Sebastian Croft i Maisie Ayres. La pel·lícula es va estrenar al Fantastic Fest el 20 de setembre de 2024 i es va estrenar al Regne Unit pel servei de subscripció Sky Cinema el 10 de gener de 2025.

## Argument
Una família de vacances a Suècia viatja a una illa remota per participar en una peculiar tradició de vacances.

## Repartiment
- Nick Frost com a Richard
- Aisling Bea com a Susan
- Sebastian Croft com a Sam
- Maisie Ayres com a Jessie
- Eero Milonoff com a Mats

## Producción

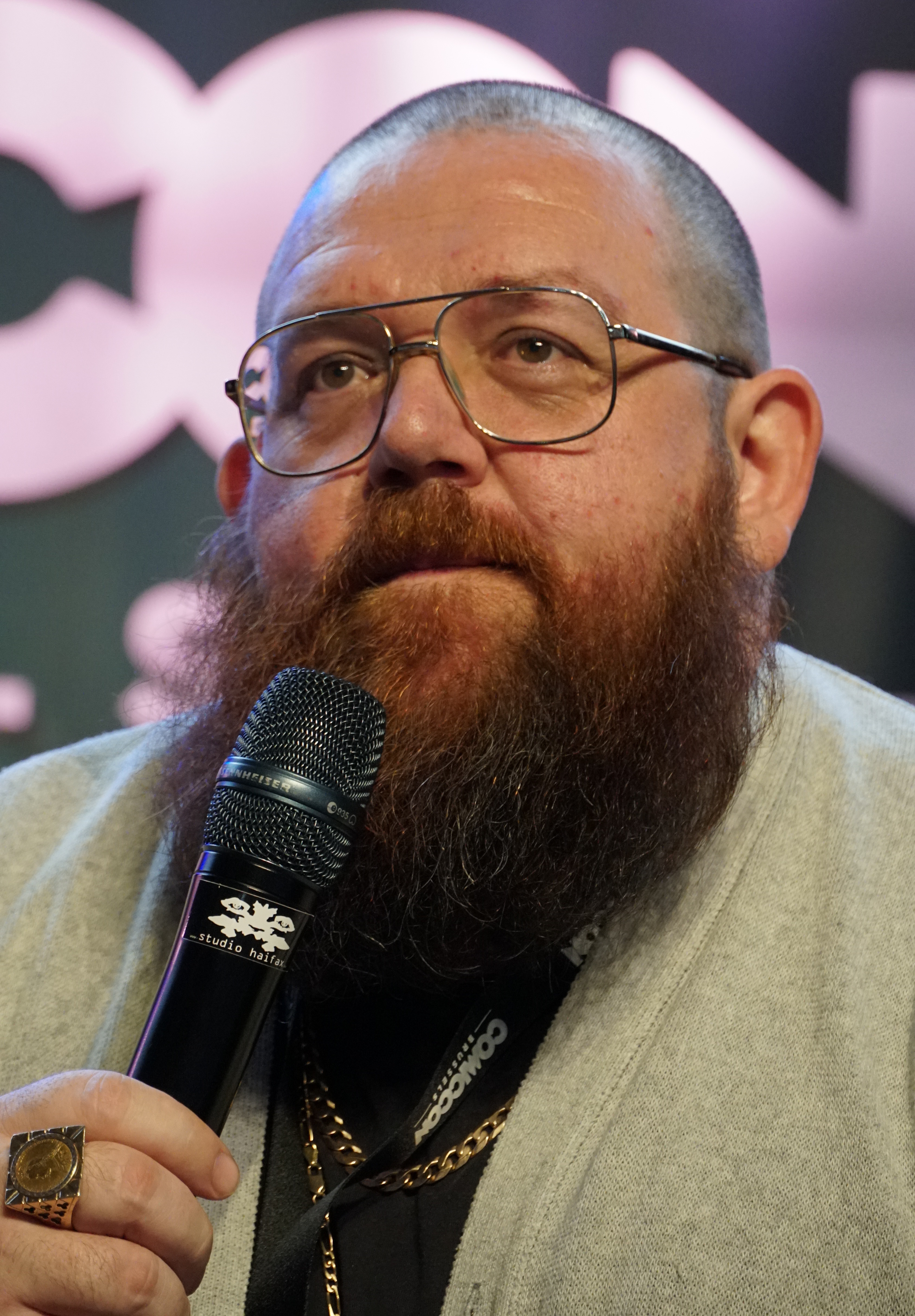
Get Away va ser el primer esforç d'escriptura en solitari de Nick Frost.

El juny de 2019, Orion Pictures va adquirir el pitch per a la pel·lícula de terror Svalta de la productora Stolen Picture dirigida per Simon Pegg, Nick Frost i Miles Ketley, amb els tres productors per a Orion i Frost escrivint el guió amb els directors creatius de Stolen Picture, James Serafinowicz i Nat Saunders. L'agost de 2021, l'antic conseller delegat d'Orion Pictures, John Hegeman, va fundar Wayward Entertainment, amb el primer projecte de la companyia que s'havia de ser Svalta. El setembre de 2022, Frost i Lena Headey van ser elegits per a papers principals, marcant la seva segona pel·lícula junts després de Fighting with My Family (2019). La pel·lícula havia de ser dirigida pel duet de cineastes Steffen Haars i Flip van der Kuil, amb productors de Wayward Entertainment, Resolute Films, Film Service Finland i XYZ Films. Al novembre de 2023, la pel·lícula va acabar la producció a Tampere, Finlàndia. Aisling Bea va substituir Headey a causa d'un conflicte de programació i Haars va dirigir sol. La postproducció s'ha completat al Regne Unit.

## Estrena
L'agost de 2024, la pel·lícula va ser retitulada Get Away i adquirida per IFC Films i Shudder (ambdues divisions d'AMC Networks), amb una estrena en cinemes als Estats Units i Canadà el 6 de desembre de 2024. Es va estrenar al Fantastic Fest el 20 de setembre de 2024 abans de transmetre's a Shudder el 2025. Al Regne Unit, la pel·lícula es va estrenar al servei de subscripció Sky Cinema el 10 de gener de 2025.
Va aparèixer a la secció Limelight del 54è Festival Internacional de Cinema de Rotterdam que es projectarà el febrer de 2025.

## Recepció
Al lloc web de l'agregador de ressenyes Rotten Tomatoes, el 74% de les 34 crítiques són positives, amb una valoració mitjana de 6,4/10. Metacritic, que utilitza una mitjana ponderada, va assignar a la pel·lícula una puntuació de 62 sobre 100, basada en 7 crítics, indicant crítiques "generalment favorables".
Matt Donato de Collider va descriure la pel·lícula com "una explosió enganyosa que explota correctament els estereotips dels estiuejants per ocultar intencions molt més malvades". Va felicitar les actuacions i l'humor, però va assenyalar la durada de la història per assolir el "pay-off" climàtic. Trace Thurman de Bloody Disgusting va ser més mixte, i va concloure que "se'n surt amb els encants del seu repartiment i amb una sensació general d'alegria dement, però mai no aspira a ser una altra cosa que una diversió sovint divertida". Cath Clarke a The Guardian va donar dues estrelles a la pel·lícula, però va dir que va ser rescatada pel "totpoderós gir i un final dement".